# Ryan Adams
David Ryan Adams (né le 5 novembre 1974) est un auteur-compositeur-interprète américain de rock/country alternative originaire de Jacksonville (Caroline du Nord).

## Biographie
Élevé par sa mère après que son père eut abandonné la famille, Adams a quitté l'école à l'âge de 16 ans et a commencé à faire de la musique avec plusieurs groupes locaux avant d'aller à Raleigh et former le groupe Whiskeytown (en). Trois albums et cinq ans plus tard, Adams commence sa carrière solo, avec la sortie de Heartbreaker en 2000.  Adams a également produit des albums de Jesse Malin (en) et Willie Nelson et a contribué aux albums de plusieurs artistes, dont Toots & the Maytals, Beth Orton, The Wallflowers, Jesse Brand (en), Minnie Driver, Counting Crows, America et les Cowboy Junkies. Il a été invité en guest star sur l'album True Love de Toots and the Maytals, qui a gagné le Grammy du meilleur album reggae en 2004, et qui inclut de nombreux musiciens notables dont Willie Nelson, Eric Clapton, Jeff Beck, Trey Anastasio, Gwen Stefani / No Doubt, Ben Harper, Bonnie Raitt, Manu Chao, The Roots, Keith Richards, Toots Hibbert, Paul Douglas, Jackie Jackson, Ken Boothe, et The Skatalites.
Il est également apparu sur CMT avec Elton John. En plus de la musique, Adams a écrit en 2009 un livre de nouvelles et des poèmes intitulé Infinity Blues.
Adams a épousé la chanteuse et actrice Mandy Moore le 11 mars 2009 à Savannah, en Géorgie avant de divorcer en janvier 2015.
En février 2019, sept femmes et plusieurs autres anciens associés, dont Mandy Moore, Liz Phair, Karen Elson et Phoebe Bridgers, ainsi qu'une mineure, accusent Ryan Adams d'avoir eu un comportement abusif, notamment des pratiques de harcèlement et de chantage affectif,,. Ryan Adams, par la voix de son avocat, rejette ces accusations. Le FBI ouvre une enquête concernant ses communications supposées avec une mineure. Le 3 juillet 2020, il présente ses excuses publiquement et affirme suivre une thérapie.
Il marque son retour discographique avec Wednesdays qui sort le 11 décembre 2020.